# Eisenwerk Gienanth

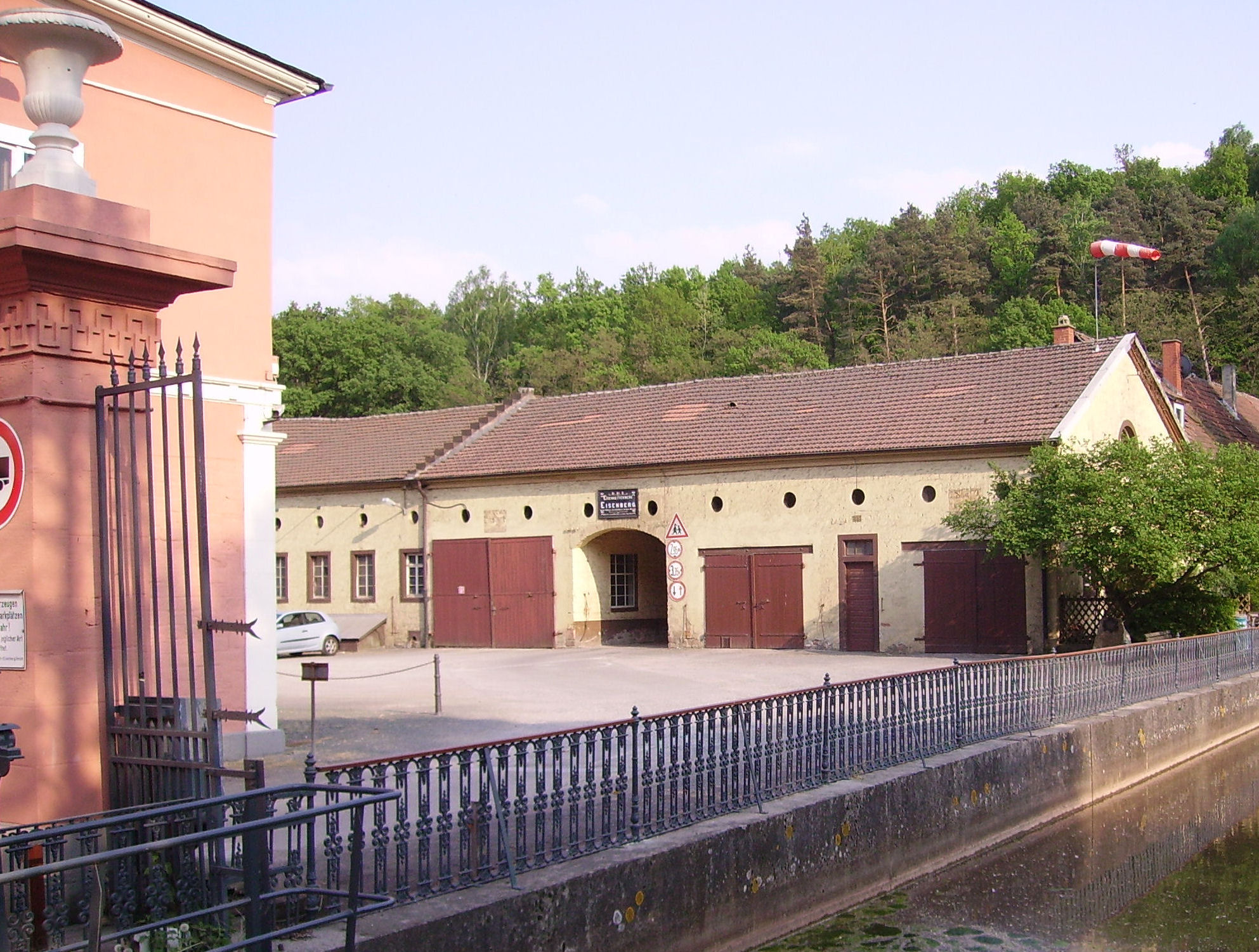
Nebengebäude

Das Eisenwerk Gienanth ist eine Anlage innerhalb der Stadt Eisenberg (Pfalz), die als Denkmalzone aufgeführt ist. Sie ist bis in die Gegenwart Sitz der Gienanth Group.

## Lage
Das Werk befindet sich in der örtlichen Ramsener Straße am südwestlichen Rand der Kernstadt inmitten des Stumpfwald. Nördlich des Geländes fließt der Eisbach; in diesem Bereich verläuft außerdem die Landesstraße 395. Südlich verläuft die Eistalbahn. Einige hundert Meter weiter nordwestlich erstreckt sich der Stadtteil Steinborn.

## Geschichte
Bei dem Komplex handelt es sich im Wesentlichen um eine unter Ludwig (1767–1848), Friedrich (1805–1842) und Eugen (1846–1893) von Gienanth planvoll konzipierte Gesamtanlage. 
Ihr ältester Kern stellt der der eingeschossige spätbarocke „Didierbau“, der mit der Jahreszahl 1784 bezeichnet ist und 1801 sowie 1812 Erweiterungen erfuhr. Im Gelände des Eisenwerkes wurde außerdem im Zeitraum von 1826 bis 1829 für die Familie von Gienanth durch den Mannheimer Baumeister Jacob Friedrich Dyckerhoff ein Herrenhaus in klassizistischem Stil erbaut.
Hinzu kommen ein Ökonomiegebäude aus dem Jahr 1835 und ein ummauerter Landschaftspark, der 1833/34 von Garteninspektor Johann Christian Metzger aus Heidelberg und Hofgärtner Stiehl aus Mannheim entworfen wurde. Letztere enthält außerdem eine Orangerie und ein neuklassizistisches Mausoleum der Familie Gienanth, das 1912 errichtet wurde.
Darüber hinaus enthält die Gesamtanlage eine Häuserzeile mit Arbeiterwohnungen, die ab 1818 entstanden sowie Verwaltungs-, Magazin- und Produktionsbauten einschließlich der Hofräume und des Stauweihers, der im frühen 18. Jahrhundert angelegt wurde.